# (5676) Voltaire
(5676) Voltaire es un asteroide perteneciente al cinturón de asteroides descubierto el 9 de septiembre de 1986 por Liudmila Karachkina desde el Observatorio Astrofísico de Crimea (República de Crimea).

## Designación y nombre
Designado provisionalmente como 1986 RH12. Fue nombrado Voltaire en homenaje a Marie François Arouet (Voltaire), escritor francés, filósofo, historiador, inspirador de la ilustración francesa durante el siglo XVIII, y reconocido líder de la época. El nombre se da con motivo del tricentenario de su nacimiento.

## Características orbitales
Voltaire está situado a una distancia media del Sol de 2,485 ua, pudiendo alejarse hasta 2,924 ua y acercarse hasta 2,046 ua. Su excentricidad es 0,176 y la inclinación orbital 14,01 grados. Emplea 1431,05 días en completar una órbita alrededor del Sol.

## Características físicas
La magnitud absoluta de Voltaire es 12,4. Tiene 10,433 km de diámetro y su albedo se estima en 0,235. 